# Rozalla
Rozalla (née Rozalla Miller le 18 mars 1964 à Ndola en Zambie) est une chanteuse de musique dance de Zambie. Elle est connue pour son hit Everybody's Free (To Feel Good) sorti en 1991. Ses succès dans les clubs lui ont valu le titre de « Reine de la rave ».
Rozalla a fait ses premières apparitions sur scène dans les années 1980 au Zimbabwe. Ses singles ont du succès dans la région, elle décide de s'établir à Londres en 1988. Après des débuts difficiles, la carrière de Rozalla s'envole avec son hit Everybody's Free (To Feel Good) qui atteint la 6e place des charts britanniques. Le succès de ce titre devient international et arrive à la 37e place au Billboard l'année suivante.
Son premier album du même nom sort en 1992. Il inclut d'autres hits tel Faith ou Are you ready to fly ?. Bien qu'un quatrième single de l'album rencontre un succès mitigé, Rozalla signe un contrat lucratif avec Epic. Elle enregistre I love music, le thème original du film Carlito's Way, suivi de plusieurs hits au Royaume-Uni comme Baby, This time I found love et You never love the same way twice. Son deuxième album Look no further est toutefois un échec commercial, et ses producteurs l'abandonnent.
En 1996, Rozalla sort un remix de son titre Everybody's Free (To Feel Good), qui entre au UK Top 40. Son troisième album Coming home est produit par un label indépendant en 1998. En 2001, elle chante en duo avec la chanteuse Gitta (alias Brigitte Nielsen) avec le single Gitta vs. Rozalla.
Le succès de Rozalla est dès lors confiné à la scène underground. En 2002, un remix allemand de son hit Everybody's Free (To Feel Good) la fait revenir sur le devant de la scène et elle publiera en compagnie de Plastic Boy un single Live another life en 2003.

## Discographie

### Albums
- 1992 Everybody's Free
- 1993 Everybody's Free-Style 1993 Remixed To Perfection
- 1995 Look No Further
- 1998 Coming Home
- 2003 Best Of
- 2004 Everybody's Free (Special Edition avec DVD)
- 2009 Brand New Version
- 2024 Turn on the light

### Singles
| Année                                                     | Single                               | Meilleure position | Meilleure position | Meilleure position | Meilleure position | Meilleure position | Meilleure position | Meilleure position | Meilleure position | Meilleure position | Meilleure position | Certifications        | Album                       |
| Année                                                     | Single                               | AUS                | AUT                | FRA                | ALL                | IRE                | P-B                | N-Z                | SUI                | SUE                | UK                 | Certifications        | Album                       |
| --------------------------------------------------------- | ------------------------------------ | ------------------ | ------------------ | ------------------ | ------------------ | ------------------ | ------------------ | ------------------ | ------------------ | ------------------ | ------------------ | --------------------- | --------------------------- |
| 1990                                                      | Born to Luv Ya                       | —                  | —                  | —                  | —                  | —                  | —                  | —                  | —                  | —                  | —                  |                       | Everybody's Free            |
| 1991                                                      | Everybody's Free (To Feel Good)      | 7                  | 10                 | 8                  | 6                  | 8                  | 2                  | 9                  | 2                  | 4                  | 6                  | - Royaume-Uni: Argent | Everybody's Free            |
| 1991                                                      | Faith (In the Power of Love)         | —                  | —                  | —                  | —                  | 14                 | 18                 | —                  | -                  | —                  | 11                 |                       | Everybody's Free            |
| 1992                                                      | Are You Ready to Fly                 | —                  | 21                 | 11                 | 25                 | 16                 | 26                 | —                  | 6                  | 15                 | 14                 |                       | Everybody's Free            |
| 1992                                                      | Love Breakdown                       | —                  | —                  | 33                 | —                  | —                  | —                  | —                  | —                  | —                  | 65                 |                       | Everybody's Free            |
| 1992                                                      | In 4 Choons Later                    | —                  | —                  | —                  | —                  | —                  | —                  | —                  | —                  | —                  | 50                 |                       | Single seulement            |
| 1993                                                      | Don't Play With Me                   | —                  | —                  | —                  | —                  | —                  | —                  | —                  | —                  | —                  | 50                 |                       | Everybody's Free-Style 1993 |
| 1994                                                      | I Love Music                         | —                  | —                  | —                  | 69                 | —                  | —                  | 39                 | —                  | —                  | 18                 |                       | Look No Further             |
| 1994                                                      | This Time I Found Love               | —                  | —                  | —                  | —                  | —                  | —                  | —                  | —                  | —                  | 33                 |                       | Look No Further             |
| 1994                                                      | You Never Love the Same Way Twice    | —                  | —                  | —                  | 54                 | —                  | —                  | —                  | —                  | —                  | 16                 |                       | Look No Further             |
| 1995                                                      | Baby                                 | —                  | —                  | —                  | —                  | —                  | —                  | —                  | —                  | —                  | 26                 |                       | Look No Further             |
| 1995                                                      | Losing My Religion                   | —                  | —                  | —                  | —                  | —                  | —                  | —                  | —                  | —                  | —                  |                       | Look No Further             |
| 1997                                                      | Coming Home                          | —                  | —                  | —                  | —                  | —                  | —                  | —                  | —                  | —                  | —                  |                       | Coming Home                 |
| 1998                                                      | Don't Go Lose It Baby                | —                  | —                  | —                  | —                  | —                  | —                  | —                  | —                  | —                  | —                  |                       | Coming Home                 |
| 1998                                                      | Friday Night(avec Phat 'N' Phunky)   | —                  | —                  | —                  | —                  | —                  | —                  | —                  | —                  | —                  | —                  |                       | Single seulement            |
| 2003                                                      | Live Another Life (avec Plastic Boy) | —                  | —                  | —                  | —                  | —                  | —                  | —                  | —                  | —                  | 55                 |                       | Single seulement            |
| "—" signifie que le single n'est pas classé dans le pays. |                                      |                    |                    |                    |                    |                    |                    |                    |                    |                    |                    |                       |                             |